# 萊克南 (密蘇里州)
萊克南（英語：Lakenan）是位於美國密蘇里州謝爾比縣的非建制地區。

## 歷史
萊克南的郵局於1859年設立，1862年關閉後又於1866年重啟，最終於1968年停運。

## 地理
萊克南所處的海拔為高於海平面221米（即725英呎），而該地所採用的時區為UTC-6，即北美中部時區（CST）。同時該地設有夏令時間，為UTC-6調快一小時，即UTC-5（CDT）。